# Clube Sportivo Mindelense
Maillots

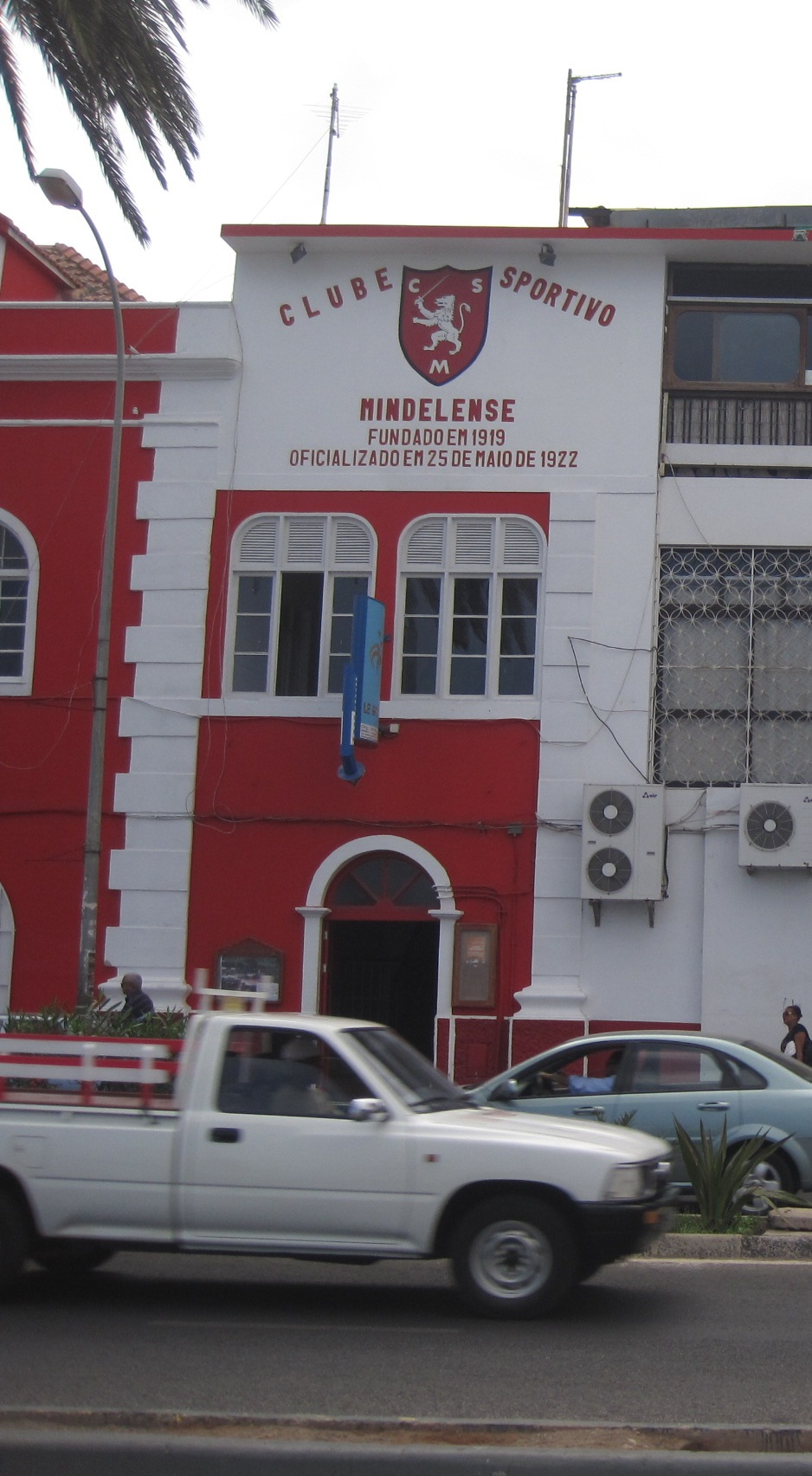
Maison de CS Mindelense

Clube Sportivo Mindelense (ou KS Mindelensi en créole cap-verdien et KS Mindelense en créole de São Vicente) est un club cap-verdien de football basé à Mindelo sur l'île de São Vicente.

## Palmarès
- Championnat du Cap-Vert : 
  - Champion en 1956, 1960, 1962, 1963, 1966, 1968, 1971 (avant l'indépendance) 1976, 1977, 1981, 1988, 1990, 1992, 1998, 2011, 2013, 2014, 2015, 2016 et 2019 (après l'indépendance).

- Coupe du Cap-Vert : 
  - Vainqueur en 1982, 2024

- Supercoupe du Cap-Vert : 
  - Vainqueur en 2014
  - Finaliste en 2018/19

- Championnat de l'île de São Vicente (44): 
  - Champion en 1938, 1939, 1940, 1941, 1942, 1943, 1946, 1947, 1950, 1951, 1952, 1954, 1955, 1956, 1957, 1958, 1959, 1960, 1962, 1966, 1968, 1969, 1970, 1971, 1975, 1976, 1977, 1978, 1979, 1980, 1981, 1988, 1990, 1992 1994, 1996, 1997, 1998, 2006, 2009, 2011, 2013, 2015 et 2016.

- Tournoi d'ouverture de l'île de São Vicente :
  - Vainqueur en 2000, 2003, 2005, 2006, 2008, 2009 et 2012.

- Coupe São Vicente :
  - Vainqueur en 2008, 2013, 2015.

- SuperCoupe de São Vicente
  - Vainqueur en 2006, 2009 et 2015.

### Le club intégré dans le football portugais
- Coupe du Portugal : 
  - 1 apparition en 1971 : 1/8 final, défaite 0-21 contre le Sporting Clube de Portugal.

### Compétitions africaines
- Ligue des Champions de la CAF:
  - Tour préliminaire en 1993.

CS Mindelense - ASAC Ndiambour (Sénégal) 3-2 total

## Bilan saison par saison

### Competition national (étage de groupe)
|      | Groupe | Positions | Points | Journées | V | N | D | B.M. | B.P. | Diff. |
| 2006 | 1B     | 4         | 6 pts  | 5        | 2 | 0 | 3 | 6    | 7    | -1    |
| 2009 | 1A     | 2         | 12 pts | 5        | 4 | 0 | 1 | 13   | 14   | +9    |
| 2011 | 1A     | 1         | 13 pts | 5        | 4 | 1 | 0 | 13   | 1    | +12   |
| 2012 | 1B     | 3         | 7 pts  | 5        | 2 | 1 | 2 | 10   | 4    | +6    |
| 2013 | 1A     | 2         | 6 pts  | 5        | 3 | 1 | 1 | 0    | 4    | +5    |
| 2014 | 1B     | 1         | 12 pts | 5        | 4 | 0 | 1 | 9    | 24   | +7    |
| 2015 | 1B     | 1         | 15 pts | 5        | 5 | 0 | 0 | 14   | 1    | +13   |
| 2016 | 1B     | 1         | 11 pts | 5        | 3 | 2 | 0 | 11   | 3    | +8    |

### Competition regional
|         | Groupe | Positions | Points | Journées | V  | N | D | B.M. | B.P. | Diff. |
| 2005-06 | 2      | 1         | -      | -        | -  | - | - | -    | -    | -     |
| 2008-09 | 2      | 1         | -      | -        | -  | - | - | -    | -    | -     |
| 2010-11 | 2      | 1         | -      | -        | -  | - | - | -    | -    | -     |
| 2012-13 | 2      | 1         | -      | -        | -  | - | - | -    | -    | -     |
| 2013-14 | 2      | 2         | 31 pts | 14       | 10 | 1 | 3 | 37   | 14   | +23   |
| 2014-15 | 2      | 1         | 38 pts | 14       | 12 | 2 | 0 | 36   | 7    | +29   |
| 2015-16 | 2      | 1         | 30 pts | 14       | 9  | 3 | 2 | -24  | 7    | -+17  |

## Statistiques
- Meilleur classement : Première ronde (continentale)
- Meilleur classement à la compétition de coupes: 1a (régionale)
- Meilleur classement à la coupe d'association: 1a (régionale)
- Points engrangés pour la saison : 15 (nationale)
- Gols engrangés pour la saison, Nationale: 14 (saison régulière), 18 (totale), em 2005

## Anciens joueurs
- Alex
- Cadú
- Calú, milieu de terrain
- Fock (2008-10)
- Mailó
- Nhambu
- Rambé (saison de 2009-10)
- Carlos dos Santos Rodrigues (2012-14), club de junieurs
- Sténio (saison de 2009-10)
- Toy Adão
- Vozinha

## Présidents
- Augusto Vasconcelo Lopes (en 2012)
- Adilson Nascimento (2013–15)
- Daniel de Jesus (depuis Septembre 2015)[1]

## Entraîneurs
- Tchida (en 2011)
- Almara (en 2012)
- Daniel Vieira (Abel II) (en 2013)
- Rui Alberto Leite